# Sida shinyangensis
Sida shinyangensis är en malvaväxtart som beskrevs av K. Vollesen. Sida shinyangensis ingår i släktet sammetsmalvor, och familjen malvaväxter. Inga underarter finns listade i Catalogue of Life.